# Кадића Брдо
Кадића Брдо је насељено мјесто у општини Соколац, Република Српска, БиХ. Према прелиминарним подацима пописа становништва 2013. године, у насељеном мјесту Кадића Брдо живјело је свега 13 становника.

## Историја
На локалитету Подлипе у селу Кадића Брдо, пронађена је пећина за коју стручњаци тврде да представља археолошко геонасљеђе и природно добро прве категорије из доба палеолита. Реч је о поткапинском облику крашког рељефа са два ужа отвора са каналом, у коме су пронађени материјални артефакти указујући да је прачовјек простора Кадића Брда насељавао и прије 40.000 година. У то вријеме били су то неандерталци.
До сада је ископано преко 1800 артефаката што говори да се ради о богатом налазишту. У пећини се јавља секундарно лежиште минералних сировина (силицијум-диоксид) које су користиле за прављење алатки. Тог минерала има у изобиљу, па се овдје јавља читање радионица, гдје је прављено оруђе.
Пећина Подлипе је необична и по цртежу димензија 100x70 цм, чија старост још увјек није сигурно одређена.

## Становништво
| Демографија | Демографија | Демографија |
| Година      | Становника  | Становника  |
| ----------- | ----------- | ----------- |
| 1971.       | 108         |             |
| 1981.       | 50          |             |
| 1991.       | 42          |             |
| 2013.       | 13          |             |